# 康厚
康厚（1455年—1510年），字本淳，河南開封府祥符縣人，軍籍，明朝政治人物。進士出身。

## 生平
早年出身國子生，成化十年（1474年）甲午科河南鄉試第三十名。成化十四年（1478年）戊戌科會試第一百三十五名，殿試登進士第三甲第一百三十七名。授丹阳县知县，在任四年，擢南京廣東道監察御史，出按江西九江、直隶鳳陽諸府縣，监督商税、軍儲。弘治元年（1488年）父喪，守制還乡。服阕，復除原职，八年监乙卯科應天府乡试，九年擢升浙江温州府知府，丁母忧去任。十三年庚申（1500年）服阕，改任直隶顺德府知府，十六年稱病乞骸骨。正德改元，進階亞中大夫。正德五年庚午病逝，享年五十六。

## 家族
曾祖父康禎。祖父康榮，永樂戊子科舉人，曾任荆王府紀善。父亲康信，號默菴，景泰丙子科舉人，曾任安定、平阴、阳城县訓導。母余氏。具慶下。兄康富。弟康年。